# Enciclopedia Libre Universal en Español
Enciclopedia Libre Universal en Español  (Tiếng Anh: Universal Encyclopedia in Spain) là một bách khoa toàn thư wiki tiếng Tây Ban Nha, được phát hành theo Giấy phép Creative Commons Attribution-ShareAlike 3.0. Nó sử dụng phần mềm MediaWiki. Nó bắt đầu như một phân nhánh của Wikipedia tiếng Tây Ban Nha.

## Lịch sử
Enciclopedia Libre  được thành lập bởi những người từng đóng góp cho Wikipedia tiếng Tây Ban Nha, người quyết định bắt đầu một dự án độc lập. Được lãnh đạo bởi Edgar Enyedy, họ rời khỏi Wikipedia vào ngày 26 tháng 2 năm 2002 và tạo ra trang web mới, do Đại học Seville cung cấp miễn phí, với các bài viết được cấp phép tự do của Wikipedia tiếng Tây Ban Nha.
Những lý do cho sự chia tách được giải thích trên Enciclopedia Libre. Các vấn đề chính bao gồm mối quan tâm về kiểm duyệt và khả năng quảng cáo trên Wikipedia. Từ cuộc phỏng vấn với Edgar Enyedy, lý do chính để chia tách tại thời điểm đó là:
- Nhận thấy rằng Wikipedia sẽ sớm bắt đầu lưu trữ quảng cáo.[2]
- Wikipedias không phải tiếng Anh đang chạy các phiên bản cũ hơn, ít tính năng hơn của MediaWiki. Khi các nhóm quốc gia đề nghị giúp đỡ trong việc phát triển và bảo trì phần mềm, quyền truy cập vào các máy chủ đã bị từ chối.
- Các cơ sở dữ liệu có thể tải xuống của nội dung Wikipedia đã rất lỗi thời.
- Wikipedia đã được lưu trữ trên một tên miền.com chứ không phải là một tên miền .org.

## Lịch sử sau khi rời khỏi
Năm 2011, Enyedy nói rằng lý do duy nhất cho sự thất bại của Enciclopedia Libre Universal en Español  như một dự án dài hạn là vì nó "không có ý định kéo dài. Nó chỉ đơn thuần là một dạng áp lực. Một số mục tiêu đã đạt được, tuy không phải tất cả trong số chúng, nhưng nó đáng giá. "
Năm 2011, Enyedy cho biết "Ngày nay, quan điểm tích cực là EL vẫn sẽ sống sót và vẫn còn mạnh mẽ."  Ông lập luận rằng trong khi quan điểm là tích cực, nó không thực tế.

## Số liệu thống kê
Trong khi ban đầu Enciclopedia Libre phát triển nhanh hơn nhiều so với Wikipedia tiếng Tây Ban Nha, Wikipedia tiếng Tây Ban Nha đã vượt qua nó vào năm 2004. Kể từ đó, Wikipedia tiếng Tây Ban Nha đã phát triển với tốc độ lớn hơn nhiều. Tính đến tháng 12 năm 2016, Wikipedia tiếng Tây Ban Nha lưu trữ số lượng bài viết gấp khoảng hai mươi sáu lần so với Enciclopedia Libre. 

Bài viết lịch sử tính. Wikipedia tiếng Tây Ban Nha được hiển thị màu đỏ; Enciclopedia Libre là màu xanh.

| Ngày       | Số lượng bài viết gần đúng trong Enciclopedia Libre             | Số lượng bài viết gần đúng trong Spanish Wikipedia |
| ---------- | --------------------------------------------------------------- | -------------------------------------------------- |
| 11/03/2002 | 3,036                                                           | 1,300                                              |
| 2/04/2002  | 5,972                                                           | 1,300                                              |
| 1/05/2002  | 7,540                                                           | 1,400                                              |
| 27/05/2002 | 7,837                                                           | 1,500                                              |
| 13/06/2002 | 8,125                                                           | 1,500                                              |
| 13/07/2002 | 8,519                                                           | 1,500                                              |
| 4/08/2002  | 8,658                                                           | 1,500                                              |
| 31/08/2002 | 8,996                                                           | 1,500                                              |
| 3/10/2002  | 9,362                                                           | 1,600                                              |
| 26/10/2002 | 10,258                                                          | 1,900                                              |
| 17/06/2003 | 14,250                                                          | 3,700                                              |
| 8/07/2003  | 14,428                                                          | 3,700                                              |
| 2/08/2003  | 14,662                                                          | 4,600                                              |
| 6/09/2003  | 15,116                                                          | 5,900                                              |
| 2/11/2003  | 15,572                                                          | 8,900                                              |
| 6/12/2003  | 16,039                                                          | 11,000                                             |
| 20/03/2004 | 19,688                                                          | 19,000                                             |
| 6/11/2004  | 25,038                                                          | 33,573                                             |
| 25/09/2005 | 28,709                                                          | 66,984                                             |
| 27/02/2006 | 30,455                                                          | 97,568                                             |
| 9/04/2006  | 30,776                                                          | 108,012                                            |
| 3/07/2006  | 31,980                                                          | 130,939                                            |
| 1/10/2006  | 33,367                                                          | 157,061                                            |
| 3/01/2007  | 34,342                                                          | 186,022                                            |
| 1/04/2007  | 34,551                                                          | 218,690                                            |
| 1/07/2007  | 35,703                                                          | 248,775                                            |
| 2/102007   | 36,860                                                          | 283,630                                            |
| 1/01/2008  | 38,012                                                          | 315,611                                            |
| 2/04/2008  | 39,478                                                          | 348,217                                            |
| 4/07/2008  | 40,424                                                          | 376,664                                            |
| 3/10/2008  | 41,096                                                          | 403,280                                            |
| 1/012009   | 41,852                                                          | 430,159                                            |
| 1/04/2009  | 42,366                                                          | 458,301                                            |
| 1/07/2009  | 42,533                                                          | 488,905                                            |
| 1/10/2009  | 43,035                                                          | 516,333                                            |
| 1/01/2010  | 44,156                                                          | 546,487                                            |
| 1/04/2010  | 44,592                                                          | 581,486                                            |
| 1/07/2010  | 45,170                                                          | 615,232                                            |
| 1/10/2010  | 45,947                                                          | 653,596                                            |
| 1/01/2011  | 46,374                                                          | 692,451                                            |
| 2/04/2011  | 46,775                                                          | 745,694                                            |
| 3/07/2011  | 47,150                                                          | 785,900                                            |
| 2/10/2011  | 47,315                                                          | 832,243                                            |
| 1/012012   | 47,638                                                          | 856,400                                            |
| 2/042012   | 47,797                                                          | 880,230                                            |
| 2/07/2012  | 47,937                                                          | 900,861                                            |
| 2/10/2012  | 48,082                                                          | 924,293                                            |
| 1/01/2013  | 48,050                                                          | 945,476                                            |
| 2/04/2013  | 48,238                                                          | 981,012                                            |
| 1/07/2013  | 48,116                                                          | 1,026,688                                          |
| 1/10/2013  | 48,890                                                          | 1,048,876                                          |
| 1/01/2014  | 48,953                                                          | 1,068,019                                          |
| 1/04/2014  | 48,971                                                          | 1,091,704                                          |
| 3/07/2014  | 49,026                                                          | 1,110,208                                          |
| 10/10/2014 | 49,053                                                          | 1,130,161                                          |
| 1/01/2015  | 49,055                                                          | 1,147,397                                          |
| 2/04/2015  | 49,321                                                          | 1,168,559                                          |
| 10/12/2016 | 49,923                                                          | 1,302,340                                          |
| Hôm nay    | statistics Lưu trữ ngày 12 tháng 8 năm 2014 tại Wayback Machine | statistics                                         |
| Ngày       | Số lượng bài viết gần đúng trong Enciclopedia Libre             | Số lượng bài viết gần đúng trong Spanish Wikipedia |